# Многоперке
Многоперке (Polypteridae) су прастара група кошљориба које имају леђно пераје издељено на десетак делова (по чему су добиле име, грч. polys = много; pteron= пераје). Имају потпуно окоштао скелет, док је хорда потпуно редукована и замењена пршљеновима. Тело им је покривено ганоидним крљуштима. Имају рибљи мехур изграђен од два дела неједнаке величине.

## Систематика
Нису пронађени фосили ових риба па се њихово порекло и сродност тумачи на различите начине. Данас постоје само два рода који живе у језерима и рекама Африке са муљевитим дном и то највише у сливовима реке Конго.
Два живећа рода садрже 14 живећих врста:

ред Polypteriformes
подред Polypterioidei
кладус Salamandrophysida
- породица Polypteridae
  - род † . 2012
    - † (Schaal 1984) Grandstaff et al. 2012

  - род †  1999a
    - †  1999a

  - род  , 1865
    -  , 1865 (синоним Calamoichthys calabricus)

  - род  , 1803
    - †  & Meunier 1996
    - † Otero et al., 2006 — горњи миоцен[5]
    - †  & Gayet 1997
    -  група
      -  , 1899

    -  група
      -  Boulenger, 1910
      -  , 1803
        -  , 1803
        -  Steindachner, 1869
        -  Arambourg 1948

      -  , 1898
      -  Heckel, 1847

    -  група
      -   & Schäfer, 2006
      -  Boulenger, 1902
      -  , 1898

    -  група
      -  , 1899
      -  J. P. Gosse, 1988
      -  , 1850
        -  Steindachner, 1891
        -  , 1850

      -  , 1829
        -  Poll, 1941
        -  , 1829

      -  Britz, 2004

### Традиционална класификација
- род полиптерус (Polypterus), коме припадају врсте:
  - нилска многоперка (Polypterus bichir) која живи у сливу Нила;
  - сенегалска многоперка (Polypterus senegalensis) у западном делу Африке.
- род каламоихтис (Calamoichthys) са само једном врстом Calamoichthys calabricus (синоним Erpetoichthys calabaricus).